# Guaibasaure
El guaibasaure (Guaibasaurus, "rèptil de Guaiba") és un gènere de dinosaure saurisqui basal que visqué durant el període Triàsic. Les seves restes fòssils foren trobades a l'estat de Rio Grande do Sul, al Brasil.
Forma part de la família dels guaibasàurids. De la mateixa manera que Herrerasaurus, tenia tres dits totalment desenvolupats i dos de vestigials a cada mà. Reuneix característiques observades a l'estauricosaure i al silesaure: en particular l'espatlla és similar al silesaure en el coracoide, tot i que l'omòplat és més ampli i, de la mateixa manera que el coracoide no es troben soldats. L'espècimen que es va desenterrar és jove, ja que les vèrtebres dorsals encara no s'havien soldat.
L'espècie tipus, Guaibasaurus candelariensis, fou descrita per José Bonaparte i J. Ferigolo l'any 1998.
Els fòssils trobats inclouen una pelvis, ili, vèrtebres diverses, algunes peces de la cintura escapular i les potes anteriors i posteriors de dos individus diferents.